# دهستان باراندوزچای شمالی
باراندوزچای شمالی، دهستانی است از توابع بخش مرکزی شهرستان ارومیه در استان آذربایجان غربی ایران.

## جمعیت
براساس سرشماری مرکز آمار ایران در سال ۱۳۹۵، جمعیت این دهستان برابر با ۸٬۴۸۶ نفر (۲٬۶۶۰ خانوار) بوده است.